# Црква брвнара Светог Николе у Крупи на Врбасу
Црква брвнара у Крупи на Врбасу је црква Српске православне цркве који се налази у граду у засеоку Товиловићи недалеко од бањалучког насеља Крупа на Врбасу у Републици Српској, Босни и Херцеговини. Припада Бањалучкој епархији, а посвећена је Светом оцу Николи. Године 2012. проглашена је националним спомеником у Босни и Херцеговини.
Црква брвнара у Крупи на Врбасу саграђена је, како предање каже, 1735. године, а освештао ју је црногорски владика Јанићије 1752. године. Међутим о томе не постоје писани трагови па се не зна са сигурношћу о години настанка ове цркве. Институције Републике Српске позивају се на свједочење свештеника Богдана Врањешевића кога су усташе убиле 1941. године.
Прву фотографију и опис цркве забиљежио је Милан Карановић 1926. године.

### Архитектура
Истраживајући саму цркву, а при том покушавајући да открију који би вијек или година могла узети као настанак, дошли су до закључка да је то период највјероватније крај 18. и почетак 19. вијека. До тог закључка су дошли на основу елемената грађевине као што су одсудство таванице, или свода у унутрашњости што је карактеристика градње из 18. вијека, али примјетни су и елементи тростране апсиде и зодове од масивних брвана што је одлика градње у 19. вијеку. О настанку ове цркве постоји још једно тумачење, а које говори да је данашња црква подигнута у 19. вијеку на мјесту на коме је некад била старија црква, тј. да је стара црква обновновљена и да је том приликом урађена тространа апсида, а да је задржала неке елементе старије цркве.
Црква је дуга нешто више од осам метара, а широка шест метара, што је још једна карактеристика цркава из 19. вијека.
Када је у питању спољашњи изглед могу се примјетити врата на западној страни цркве над којима је полукружна стреха. Прозори су до обнављања били мали и косо усјечени у брвна, који су касније промјењени и постављени већи прозорски оквири. При тој обнови, прозори су добили и свој украс у виду украшених демирима и поклопцима са мандалима. У току реконструкције цркве 1979. године кров је покривен лимом, што је био резултат обнове ове цркве од стране мјештана, који су замјенили стари кров од шиндре. Након 2000.године урађена је нова реконструкција којом је враћен првобитни изглед цркве и урађен кров од дрвета.
Када је у питању сама унутрашњост цркве у олтарском дијелу сачувана је стара камена часна трпеза која је постављена на украшени дрвени стубац са упорницима, конзолама, са стране. Иконостасна преграда је састављена од 3 дијела, а ступци припрате су украшени рустичним орнаментима. Под унутар цркве је од камених плоча.
Од икона и осталих припадајућих елемената једне цркве, посебно се истиче икона Сабор Арханђела са Христовим ликом на керамиону из раног 19. вијека. Такаође ту су и царске двери и престоне иконе, као и приљепљене папирне гравире на липовим даскама из иулустрованих руских штампаних издања из 19. вијека. Поред руских, могу се наћи и грчки гравири из 18. вијека, колорисаних и штампаних у Венецији. Царске двери су украшене резбаријом мотивима тодираног ужета којим су уоквирена поља са налијепљеним гравирима.
Од књига, Црква брвнара посједује јеванђеље штампано у Москви 1778. године, са неколико записа имена приложника.

## Легенде
За цркву Светог Николе у Крупи на Врбасу постоји неколико легенди. Постоји прича везана за сам настанак о овој цркви која говори о њеном премјештању и са локалитета Спасовине на данашњу локацију. Друга легенда везана за градњу цркве говори о бегу Хаџији Ђумишићу. Наиме, турска власт није дала дозволу за градњу цркве, али је локално становништво подмитило бега и добили дозволу за градњу. Због своје одлуке кажњен је од стране владара да плати злата колико је тежак, па је у турску касу унио 110 ока.